# Marcelline Delbecq
Pour les articles homonymes, voir Delbecq.
Marcelline Delbecq est une artiste française née à Évreux en 1977. Elle est à la fois photographe, écrivaine et critique d'art.

## Biographie
Elle étudie la photographie à l'université Columbia College de Chicago puis au Centre international de la photographie à New York de 1995 à 1997. De 1997 à 2002, elle suit une formation aux Beaux-Arts de Caen achevée par un DESS Arts de l’exposition à l’Université Paris X-Nanterre en 2002-2003.
Initialement photographe, elle privilégie aujourd'hui l'écriture tout en conservant une large place à l'image. Elle propose ainsi des lectures de textes avec projection d'images, des textes accompagnant des chorégraphies ou des vidéos pour livrer une narration riche, originale et très personnelle du monde. Elle est l'invitée régulière des centres d'art.

## Expositions
- Dans la nuit/In the dark, galerie Frank Elbaz, juin 2006
- Shadows, Chert Gallery, Berlin, octobre-novembre 2009
- Camera obscura, galerie Xippas, Paris, décembre 2009-février 2010
- Silence trompeur, Fondation d'entreprise Ricard, Paris, janvier-mars 2015

## Livres
- Un battement de cils, Metz, Centre Pompidou-Metz, mai 2009, 27 p. (ISBN 978-2-35983-000-2)
- Pareidolie, Paris, Mix, coll. « Fiction à l'oeuvre », janvier 2011, 64 p. (ISBN 978-2-914722-91-9)
- West I-VIII. Livret 1, Blou, Le Gac Press, coll. « Écrits. Faux raccord », juin 2013, 63 p. (ISBN 978-2-36409-024-8)
- avec Pascale Cassagnau, Beyond sound, Christophe Daviet-Thery édition, avril 2018, 40 p. (ISBN 978-2-9558596-4-3)
- Détour, texte tiré à part du recueil Trophy du photographe Eric Tabouchi (coffret 2)  (ISBN 978-2-911136-10-2[à vérifier : ISBN invalide])